# Liste von Brokatpapier-Verlegern, Stechern und Druckern
Diese Liste umfasst Brokatpapierverleger, die durch eine entsprechende Kennzeichnung von Brokatpapieren bekannt sind. Ergänzend werden Goldpapierfabrikanten aufgeführt, die durch schriftliche und andere Quellen belegt sind.

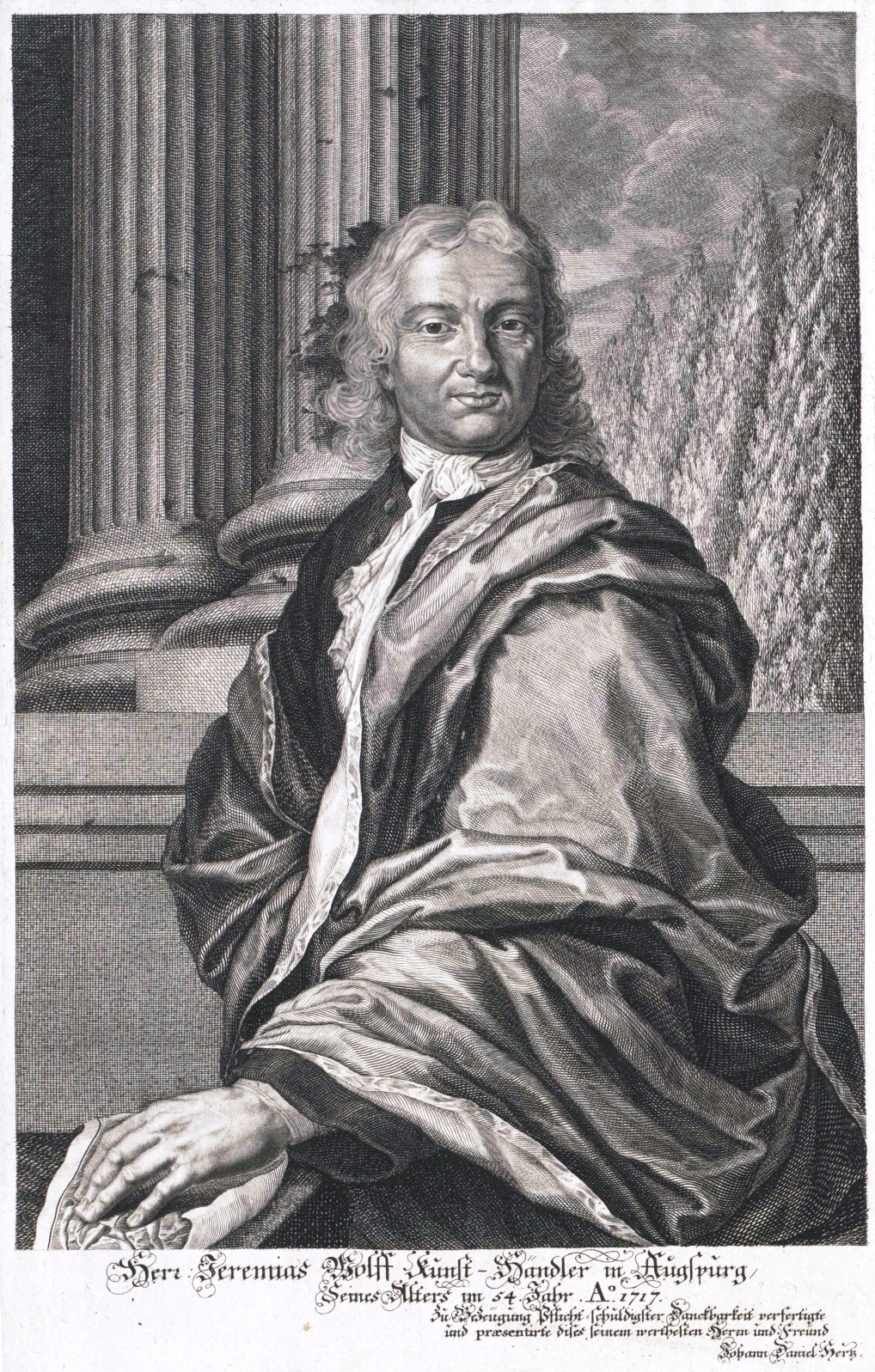
Jeremias Wolff (1663–1724)

## Deutschland

### Aschaffenburg
- Alois Dessauer[1]

### Augsburg
- P. Deyser[2]
- Johann Georg Eder[3][2][4]
- Joseph Karl Eder[3]
- Johann Lupus Ehinger[3][2][4]
- Jakob Enderlin[5][2][4]
- Joseph Simpert Früholz[6]
- Fuhrmann und Anzmann[7]
- Simon Haichele (Haigele, Heuchele)[8][2][4]
- Marquard Hird (Hirdt)[9]
- Gebrüder Kathan[10]
- Peter Kathan[10]
- Marx Leonhard Kauffmann[11][9][12][4]
- Appolonia Ledergerber[13]
- Johann Christoph Ledergerber[13][14][4]
- Johann Christian Leopold (der Ältere)[13][15]
- Joseph Friedrich Leopold[16][15]
- Apollonia Maiestetter (geb. Praunegger)[17]
- David Merer [Mehrer][18][19][20]
- Mathias Merktl [Merkel, Merkli, Marktl][18][21][20]
- Johann Wilhelm Meyer (Mayr)[22][21][20]
- Abraham Mieser[23][21][20]"
- Johann Friedrich Müller[21][20]
- Johann Carl Munck[24][21][20]
- Munck- und Früholz’sche Goldpapierfabrik[6][24][21]
- Johann Michael Munck, (der Jüngere)[25][21][20]
- Simon Friedrich Nebinger[26]
- Johann Ott[27]
- Georg Reimund (Reymund, Reumund, Raimund)[27][28][29]
- Gottl. Schneider[30]
- Johann (Hans) Michael Schwibecher[31][28][29]
- Georg Christoph Stoy[31][32][29]
- Boas Ulrich>[33][4]
- Jeremias Wolf (Wolff)[34][33]

### Berlin
- Johann Andreas Seger[35]

### Fürth
- Martin Holzinger, Goldpapierfabrikant[36]
- Johann Köchel[12][28]
- Johan Frideric Kost[37]
- Johann Lechner[38]
- Georg M. Maisch (Meisch)[39]
- Georg Popp[40]
- Johann Paul Schindler[41]
- Ruprecht Adam Schneider[28][29]
- Schoenthal & Co., Goldpapierfabrik[42]

### Halle (Saale)
- Johann Jakob Mack[43]

### Kempten
- J. G. Zeller[44]

### Nördlingen
- Andreas Steber[28]

### Nürnberg
- Johann Georg Eckart[2]
- Konrad König[12]
- Johann Jacob Krawat (Krawatt, Krabat)[45]
- Georg Ludwig Kurz[14]
- Johann Maisch[17]
- Monogrammist I V[21]
- Andreas Reimund (Reymund, Raymund, Reumund)[21]
- Georg Daniel Reimund (Reymund)[21]
- Johann Michael Reimund (Reymund, Reumund)[28][29]
- Paul Reimund (Reymund)[28]
- Georg Nikolaus Renner[28][29]
- G. N. Renner & Abel (Georg Nikolaus Renner und Carl Casimir Abel)[46]
- Johann Rigel (Riegel)[28]
- Johann Leonhard Spitzbart (Spidzbart, Pitzbart)[28]

### Wörth bei Nürnberg
- Heinrich Heerdegen (Junior)[2]

## Italien

### Bassano
- Giovanni Antonio Remondini[28]
- Giovanni Battista Remondini[28]

### Rom
- Egidio Petit[21]
- Angelo Topai[33]
- Luigi Valadier[33]

## Niederlande

### Utrecht
- Isaac van Doorn[47]

## Österreich

### Wien
- Conrad Schuster[48]

## Schweden

### Stockholm
- Johan Holmgreen[49]

## Vereinigtes Königreich

### London
- Benjamin Moore[21]

## Ort unbekannt
- F. C. Ackermann">[4]
- Franz Depar[2]
- T. Marcher[17]